# Garde-cocu
Pour les articles homonymes, voir Herse.
En architecture moderne, la herse est, sur des balcons filants, la cloison séparative des appartements : souvent un éventail de piques en fer à pointes (serrurerie).

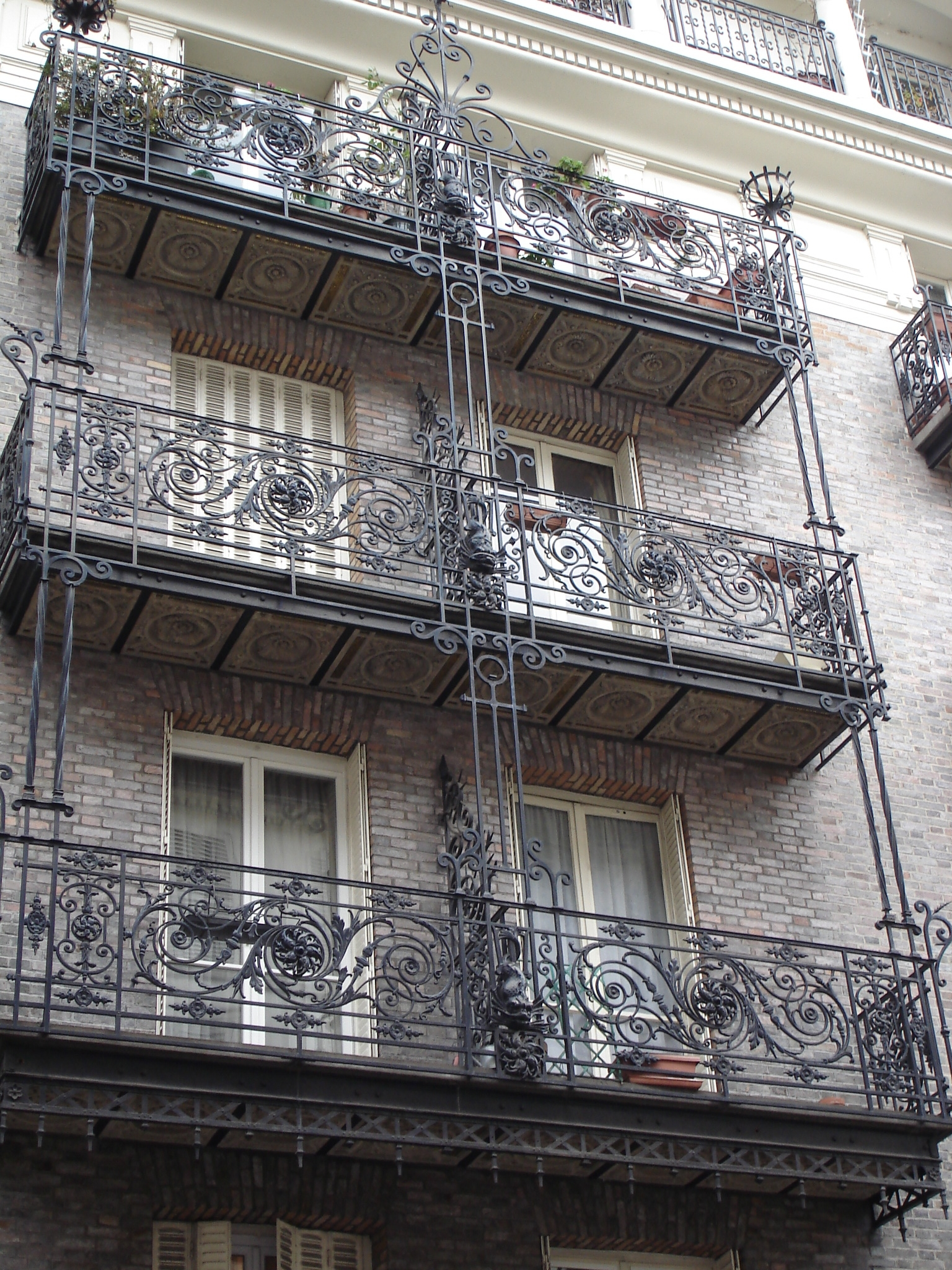
Balcons d'un immeuble rue des Bernardins à Paris : les deux moitiés sont séparées par une herse.

À Bordeaux, on nomme garde-cocus les ferronneries séparant transversalement les balcons qui courent tout au long des façades d'un bâtiment,.
Les garde-cocus, souvent hérissés de pointes et parfois équipés de clochettes, séparent les différentes parties privatives des balcons afin d'empêcher les intrus d'y pénétrer, d'observer par les fenêtres, voire de s'introduire dans l'appartement voisin. Ces ouvrages métalliques sont fréquents sur les opulentes façades XVIIIe siècle des immeubles des cours du Chapeau-Rouge ou de l'Intendance.

Lors de son voyage à Bordeaux en 1785, l'écrivaine allemande Sophie de la Roche les décrit ainsi :
« J'ai encore remarqué l'esprit inventif des serruriers, qui ont travaillé dans le fer une telle variété de fleurs piquantes, d'épines et de chardons afin d'empêcher l'escalade du balcon d'une maison à l'autre. De cette manière, un soi-disant galant homme doit renoncer au désir de rendre visite à sa belle voisine, et le voleur ne peut plus convoiter la bourse de son prochain »

Quelques garde-cocus du cours de l'Intendance à Bordeaux.
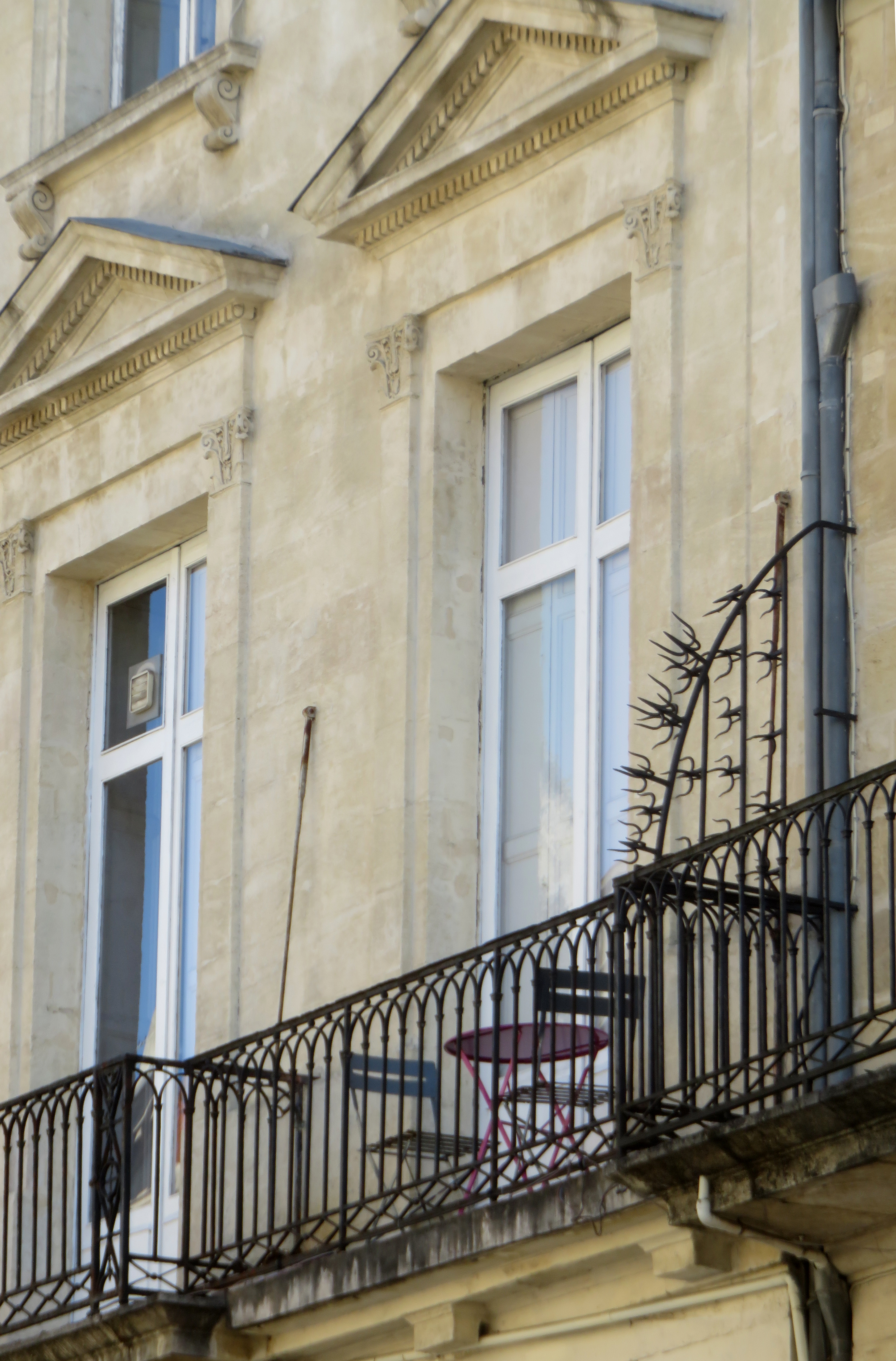
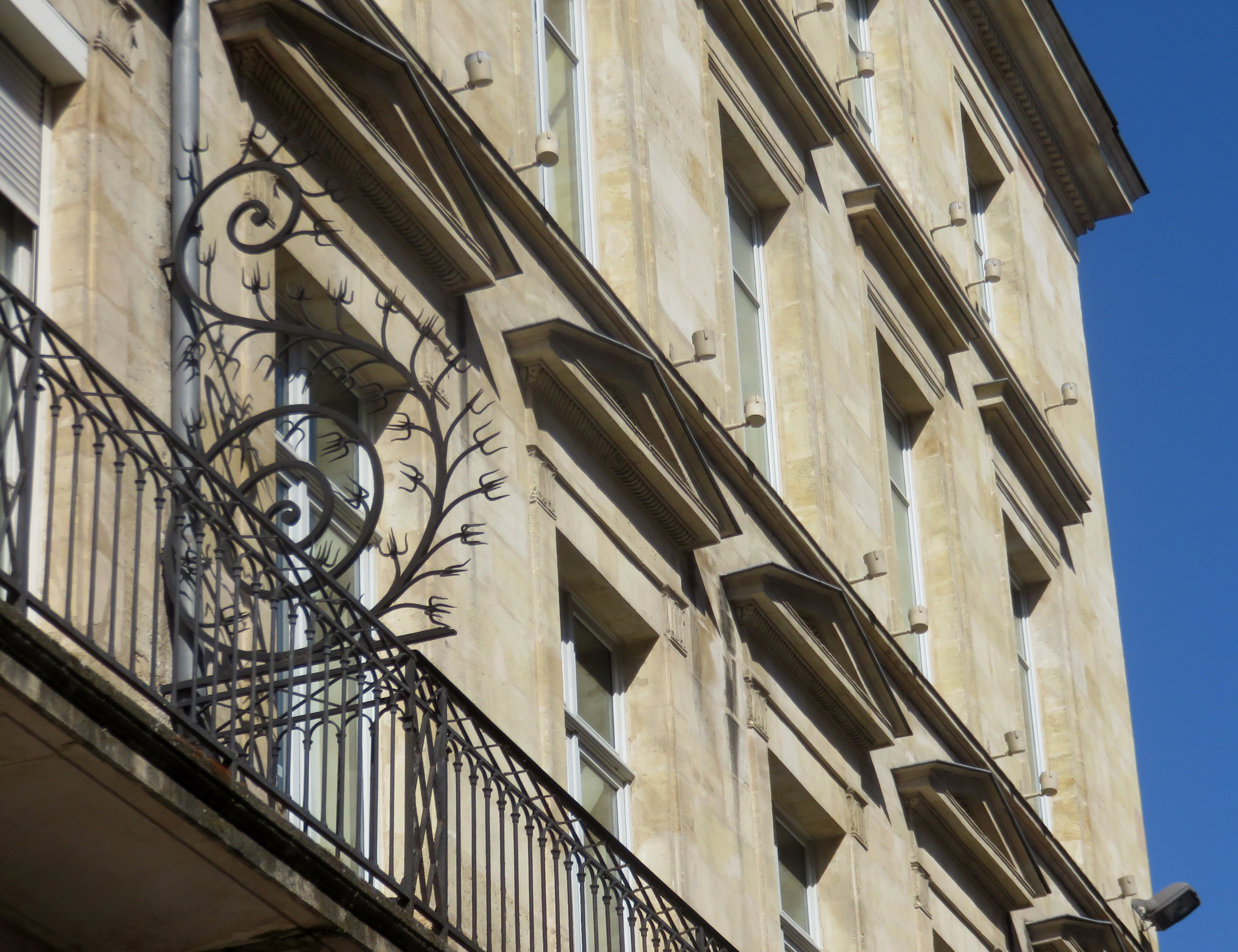
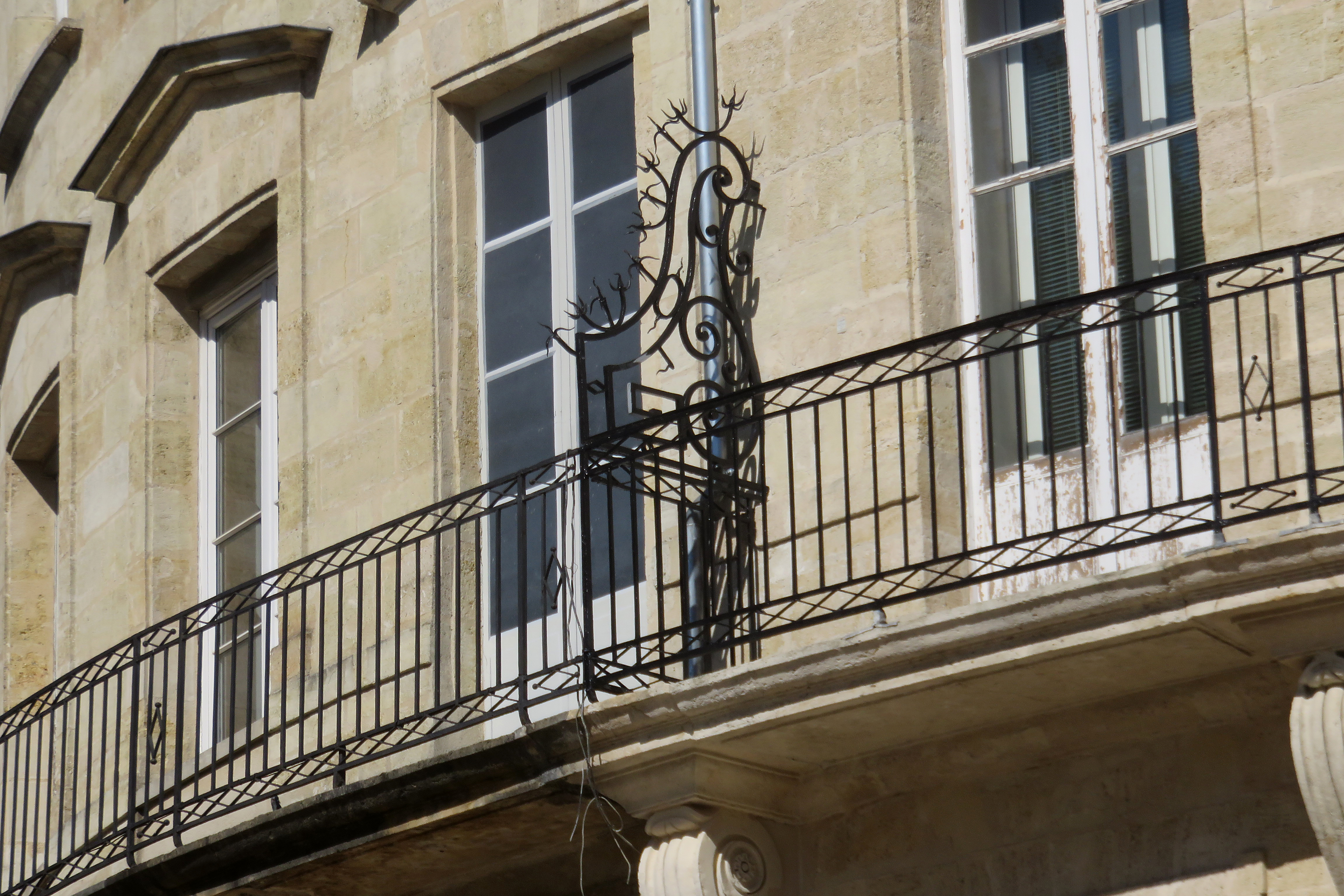